# Onda estacionaria

Onda estacionaria en una cuerda. Los puntos rojos representan los nodos de la onda.

Una onda estacionaria es aquella perturbación oscilatoria en la cual ciertos puntos —denominados nodos— permanecen inmóviles. Una onda estacionaria se forma por la interferencia de dos ondas de la misma naturaleza con igual amplitud, longitud de onda y frecuencia que avanzan en sentido opuesto a través de un medio.
Las ondas estacionarias permanecen confinadas en un espacio (cuerda, tubo con aire, membrana, etc.). La amplitud de la oscilación para cada punto depende de su posición, la frecuencia es la misma para todos y coincide con la de las ondas que interfieren. Tiene puntos que no vibran (nodos), que permanecen inmóviles, estacionarios, mientras que otros (vientres o antinodos) lo hacen con una amplitud de vibración máxima, igual a la suma de la de las ondas que interfieren, y con una energía máxima. El nombre de onda estacionaria proviene de la aparente inmovilidad de los nodos. La distancia que separa dos nodos o dos antinodos consecutivos es media longitud de onda.
Se puede considerar que las ondas estacionarias no son ondas de propagación sino los distintos modos de vibración de la cuerda, el tubo con aire, la membrana, etc. Para una cuerda, tubo, membrana, ... determinados, solamente hay ciertas frecuencias a las que se producen ondas estacionarias que se llaman frecuencias de resonancia. Las frecuencias de resonancia son aquellas en las que coincide justo una longitud de onda con las dimensiones físicas del tubo y entonces se amplifica la onda resultante. La más baja se denomina frecuencia fundamental, y las demás son múltiplos enteros de ella (doble, triple...).
Una onda estacionaria se puede formar por la suma de una onda y su onda reflejada sobre un mismo eje (x o y):
- Cuando llega a una cresta consecutiva, habiendo recorrido un valle.
- Viceversa.

Se pueden obtener por la suma de dos ondas atendiendo a la fórmula:
{\displaystyle \displaystyle y_{1}=A(\sin(kx+\omega t))}
{\displaystyle \displaystyle y_{2}=-A(\sin(-kx+\omega t))}
La onda {\displaystyle \displaystyle y_{2}} tiene una diferencia de fase de media longitud de onda.
{\displaystyle \displaystyle y=y_{1}+y_{2}=A(\sin(kx+\omega t)-\sin(-kx+\omega t))}
Siendo para x=0 y t=0, entonces y=0; para otro caso se tiene que añadir su correspondiente ángulo de desfase.
Estas fórmulas nos dan como resultado:
{\displaystyle y(x,t)=2A\cos(\omega t)\cdot \sin {(kx)}}
Siendo {\displaystyle k={\frac {2\pi }{\lambda }}\,} y {\displaystyle \omega =2\pi f={\frac {2\pi }{T}}\,}

## Vientres y nodos
- Se produce un vientre cuando {\displaystyle \displaystyle \sin(kx)=+1{\text{ó}}-1} , siendo {\displaystyle kx={\frac {\pi }{2}},{\frac {3\pi }{2}},......,{\frac {(2n+1)\pi }{2}}}  para {\displaystyle \forall n\in \mathbb {Z} }

- {\displaystyle {\text{Si }}k={\frac {2\pi }{\lambda }}}, entonces {\displaystyle x=\left(n+{\frac {1}{2}}\right)\cdot {\frac {\lambda }{2}}\qquad }  para {\displaystyle \forall n\in \mathbb {Z} }

- Se produce un nodo cuando {\displaystyle \displaystyle \sin(kx)=}{\displaystyle \displaystyle 0} , siendo {\displaystyle \displaystyle kx=0,\pi ,...,n\pi }  para {\displaystyle \forall n\in \mathbb {Z} }

- {\displaystyle {\text{Si }}k={\frac {2\pi }{\lambda }}}, entonces {\displaystyle x=n\cdot {\frac {\lambda }{2}}\qquad }  para {\displaystyle \forall n\in \mathbb {Z} }

Siendo {\displaystyle {\lambda }} la longitud de la onda.

## Ondas estacionarias en una cuerda y frecuencia fundamental

Modos normales de vibración en una cuerda.

La formación de ondas estacionarias en una cuerda se debe a la suma (combinación lineal) de infinitos modos de vibración, llamados modos normales, los cuales tienen una frecuencia de vibración dada por la siguiente expresión (para un modo n):
{\displaystyle f_{n}={\frac {nv}{2L}}}
Donde {\displaystyle v} es la velocidad de propagación, normalmente dada por {\displaystyle v={\sqrt {\frac {T}{\mu }}}} para una cuerda de densidad {\displaystyle \mu } y tensión {\displaystyle T}.
La frecuencia más baja para la que se observan ondas estacionarias en una cuerda de longitud L es la que corresponde a n = 1 en la ecuación de los nodos (vista anteriormente), que representa la distancia máxima posible entre dos nodos de una longitud dada. Esta se denomina frecuencia fundamental, y cuando la cuerda vibra de este modo no se presentan nodos intermedios entre sus dos extremos. La siguiente posibilidad en la ecuación, el caso n = 2, se llama segundo armónico, y presenta un nodo intermedio. 
- {\displaystyle {\text{Si }}x=L{\text{ y }}\lambda =\lambda _{n}{\text{ entonces }}L=n\cdot {\frac {\lambda _{n}}{2}}\qquad {\text{ siendo }}L{\text{ la longitud de la cuerda dada}}}

despejamos {\displaystyle \lambda _{n}}:
- {\displaystyle \lambda _{n}={\frac {2L}{n}}}

## Ondas estacionarias en líneas de transmisión de ondas de radio
En transmisión de ondas de radio, las ondas estacionarias en las líneas de transmisión aparecen por las reflexiones que se producen en los puntos en que hay desadaptación de impedancias. 
Son sumamente peligrosas para la integridad física de los componentes, debido a la energía que retorna hacia los dispositivos emisores. Una onda estacionaria de amplitud excesiva en la línea de transmisión, podría incluso destruir al equipo transmisor.
En un aparato, el ROE-metro, se mide el porcentaje de la onda incidente que es reflejada. Una relación de onda estacionaria (ROE)  de 1,5 equivale a una reflexión de 4 % de la onda incidente, y se admite que es el máximo que un transmisor de 100 vatios a transistores puede soportar sin sufrir daños. En cambio, los transmisores a válvulas son menos sensibles a las ondas estacionarias.

## Ondas sonoras estacionarias
Cuando la longitud de la onda estacionaria es igual a una de las dimensiones de una sala (largo, alto o ancho), se dice que la sala está en resonancia. El efecto es aún más desagradable si cabe. Hay puntos donde no llega ningún sonido (interferencia destructiva) y otros donde la amplitud se dobla (interferencia constructiva). Gráficamente, si se viese la onda se vería que la sinusoide ha desaparecido y la onda ha adquirido forma de dientes de sierra. La ondas estacionarias también se llaman eigentonos o modos de la sala.